# 네이버 포스트
네이버 포스트(Naver Post)는 대한민국의 포털 사이트인 네이버의 포스트 서비스이다. 2013년 11월에 서비스를 정식으로 개시했다. 네이버 포스트는 블로그와 달리 전문가용 플랫폼이다. 하지만 서비스 의도와 다르게 현재는 건강기능식품이나 의료기기 등 뒷광고 형태로 전락 중이라는 비판이 있다. 2025년 4월 30일 이후 12년만에 서비스가 종료되었다.

## 특징
네이버 포스트는 블로그가 없거나 숙청된 상태에 이르는 경우이면, 블로그의 대용재로 대리 역할을 수행할 수 있는 제3의 커뮤니티 서비스로 부각된다. 처음에는 활동량이 미미하지만, 앞으로 발전되면 블로그처럼 무궁무진하게 발달시킬 수 있는 좋은 기회를 얻게 되는 기준이 생기게 된다.

## 같이 보기

### 일반 주제
- 네이버
- 지식iN

### 관련 커뮤니티
- 네이버 블로그
- 네이버 카페
- 네이버 Keep